# Bengt Blomgren

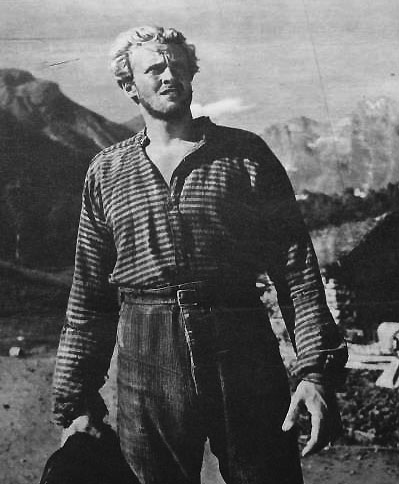
Bengt Blomgren dans Flickan från Fjällbyn (1948)

Bengt Blomgren (né le 15 août 1923 à Stockholm, mort le 4 avril 2013 à Norrköping) est un acteur et réalisateur suédois.

## Filmographie
- 1948 : Flickan från fjällbyn
- 1950 : Regementets ros
- 1950 : Restaurant Intim
- 1950 : När Bengt och Anders bytte hustrur
- 1951 : Kvinnan bakom allt
- 1952 : Eldfågeln
- 1952 : Möte med livet
- 1952 : Ubåt 39
- 1953 : En skärgårdsnatt
- 1953 : I dimma dold de Lars-Eric Kjellgren
- 1954 : I rök och dans (sv)
- 1954 : Karin Månsdotter
- 1954 : Taxi 13
- 1954 : Östermans testamente
- 1954 : Flicka utan namn
- 1955 : Danssalongen
- 1955 : Vildfåglar
- 1955 : Farligt löfte
- 1955 : Sommarflickan
- 1956 – Kulla-Gulla
- 1956 – Krut och kärlek
- 1956 – Pettersson i Annorlunda
- 1957 – Med glorian på sned
- 1958 – Laila
- 1958 – Nära livet
- 1959 – Rymdinvasion i Lappland
- 1961 – Hällebäcks gård
- 1962 – Halsduken (série TV)
- 1977 – Les Frères Cœur de Lion (Bröderna Lejonhjärta)
- 1990 – Bobby Fischer bor i Pasadena
- 1992 – Hassel – Botgörarna
- 1993 – Den gråtande ministern (série TV)
- 1994 – Läckan
- 1994 – Den vite riddaren
- 1995 – Esters testamente (série TV)
- 1995 – Pensionat Oskar
- 1997 – Rederiet (série TV)
- 1997 – Tre Kronor (série TV)
- 1997 – Tic Tac